# Журинов, Мурат Журинович
Мурат Журинович Журинов (род. 7 декабря 1941, Арысь, Южно-Казахстанская область, Казахская ССР) — советский и казахстанский учёный, химик, президент Национальной академии наук Республики Казахстан(2003—2023). Возглавлял Министерство образования Республики Казахстан (1995—1997).

## Биография
Родился в 1941 году в городе Арысь Южно-Казахстанской области. Из рода ходжа.
В 1964 году окончил Казахский химико-технологический институт (инженер-технолог). В 1970 аспирантуру Московского химико-технологического института. Затем преподавал до 1982 года в Казахском химико-технологического институте, зав. кафедрой, деканом факультета. Проректор Карагандинского государственного университета (1982—1985), директор Института органического синтеза и углехимии НАН РК (1985—1991).
С 1991 года по 1995 президент Международного Казахско-Турецкого университета им. А. Яссави, с 1993 председатель Туркестанского научного центра ЮКО НАН РК.
В 1995 по 1997 министр образования РК, после освобождения от должности министра был назначен на пост президента Международного Казахско-Турецкого университета им. А. Яссави.
В 2001—2007 — директор Института органического катализа и электрохимии МОН РК, с 2013 г. — Генеральный директор Института топлива, катализа и электро химии РК.
С 2003 по 2023 — президент Национальной академии наук РК.

## Научные звания
- Доктор химических наук (1981),
- профессор (1981),
- член-корреспондент АН КазССР (1989)
- Академик НАН РК с 1994 года,
- академик Международной академии высшей школы (1995),
- академик Международной инженерной академии (1995) и Нью-Йоркской академии наук (1997).
- Почётный доктор РХТУ им. Д.Менделеева (2015)[2]
- Академик Российской академии естественных наук, г. Москва
- Иностранный член НАН Беларуси (2021).
- Иностранный член Академии наук Республики Таджикистан
- Почетный член НАН Кыргызской Республики

## Основные научные работы
Автор 92 изобретений.
Основные научные труды посвящены изучению электрохимического поведения различных классов органических соединений и разработке новых методов электрохимического синтеза как известных, так и новых физиологически активных веществ, главным образом на основе природных соединений. Подавляющее большинство работ выпущено в соавторстве.
- Квантовая электрохимия алкалоидов. Алма-Ата, 1986 (соавтор).
- Химия эфедриновых алкалоидов. Алма-Ата, 1990 (соавтор).
- Новые фосфорпроизводные эфедриновых алкалоидов. Алма-Ата, 1992 (соавтор).
- Новые биоактивные производные алкалоидов. Алма-Ата, 1992 (соавтор).
- Технология производства мышьяка. Алматы, 1993 (соавтор).
- Электрохимия селена, теллура и полония / А. Баешов, М. Ж. Журинов, С. И. Жданов; АН КазССР, Центр.-Казахст. отд-ние, Ин-т орган. синтеза и углехимии, Хим.-металлург. ин-т. — Алма-Ата : Наука КазССР, 1989. — 169,[1] с. : ил.; 20 см; ISBN 5-628-00174-0.

## Награды
- Лауреат Государственной премии РК в области науки, техники и образования (2003)
- Лауреат Международной премии тюркского мира (Анкара, 2001)
- Орден Парасат (2006)
- Орден «Барыс» 1 степени (2022)[3]
- Орден «Барыс» 2 степени (2016)[4]
- Орден «Барыс» 3 степени (2011)[5]
- Почетный гражданин Южно-Казахстанской области, городов Арысь, Туркестан, Кентау и др.
- Золотая медаль имени П. Л. Капицы (2019)[6]
- 2001 — Медаль «10 лет независимости Республики Казахстан»
- 2004 — Медаль «50 лет Целине»
- 2005 — Медаль «10 лет Конституции Республики Казахстан»
- 2006 — Медаль «10 лет Парламенту Республики Казахстан»
- 2008 — Медаль «10 лет Астане»
- 2011 — Медаль «20 лет независимости Республики Казахстан»
- 2015 — Медаль «20 лет Конституции Республики Казахстан»
- 2016 — Медаль «25 лет независимости Республики Казахстан»
- 2018 — Медаль «20 лет Астане»
- Золотая медаль Академии наук Республики Татарстан «За достижения в науке» (2017 год)[7].

## Критика
За годы нахождения Журиновым М. Ж. на посту Президента НАН РК определенное количество людей незаслуженно получило статус академика или член-корра., в частности большая часть вновь принятых членов является родственниками высокопоставленных чиновников или уже действующих академиков.
В 2018 году на заседании Совета молодых ученых Казахстана, Журинов М. публично ругался с представителями науки касательно распределения научных грантов.